# Músculo aductor del dedo gordo
El músculo aductor del dedo gordo, también llamado  musculus adductor obliquus hallucis, está situado en la planta del pie y es responsable de la aducción (aproximación) del dedo gordo del pie. Está inervado por el nervio plantar lateral, rama del nervio tibial.
Está formado por dos vientres musculares, uno de ellos se sitúa en posición oblicua y otro transversal, los dos se localizan en la región plantar profunda.

## Orígenes
- El vientre oblicuo se origina en la cara plantar del cuboides, 3 cuña y base de los metatarsianos 2 al 4.
- El vientre transverso se origina en cápsulas de las articulaciones metatarsofalángicas de los dedos 3 al 5.

Ambos se dirigen hacia el dedo gordo, donde se unen al tendón del músculo flexor corto del dedo gordo, terminando en la cara lateral interna de la primera falange del citado dedo.

## Función
Es aductor del dedo gordo, aproximándolo al segundo dedo. También flexiona la articulación metatarsofalángica.